# Disney Channel România
Disney Channel România este un canal de televiziune deținut de The Walt Disney Company dedicat familiei transmis în limba română. A fost anunțat ca post pentru copii, totuși în ultimii ani publicul a crescut atrăgând și o audiență mai în vârstă, în general adolescenții, adulții tineri și familiile tinere, datorită serialelor și filmelor cu acțiune reală.
Fostul canal Fox Kids a fost cumpărat de compania Disney și a fost redenumit în Jetix, păstrând grila de programe. Ulterior, la data de 19 septembrie 2009, Jetix a fost la rându-i redenumit în Disney Channel, dar de această dată cu o grilă de programe total diferită.
Disney Channel România este  transmis de aproape toți operatorii de cablu TV. Versiunea românească a programului este de asemenea inclusă în pachetele unor operatori de cablu din Republica Moldova, dar și pe platforma digitală DigiTV din Serbia și Croația.
În România, Disney Channel a fost lansat pe 19 septembrie 2009 ora 06:00, după închiderea definitivă a postului Jetix. Pe 1 mai 2011, logo-ul original Disney Channel a fost refacut cu unul nou cu schița capului lui Mickey Mouse în pictograma unei aplicații dintr-un smartphone. Incepand cu anul 2014, Disney Channel a inceput sa lanseze din ce in ce mai multe seriale noi, eliminand seriale vechi. In acelasi an a fost refacut logo-ul complet, de aceasta data ramanand numai denumirea Disney Channel, logo-ul fiind albastru inchis. Logo-ul a fost schimbat pe 21 iulie 2014. Din 5 august 2015 a trecut la formatul 16:9. Pe 1 aprilie 2017, Disney Channel a schimbat ident-urile si promo-urile iar pe 1 iulie 2017 a schimbat și logo-ul.
Pe 1 septembrie 2022, canalul Disney Channel si-a schimbat complet logo-ul si ident-urile în România. Logo-ul este complet diferit. A fost scos din logo figura lui Michey Mouse

## Descriere
Disney Channel România și Bulgaria emit cu aceeași imagine, dar cu platforme audio diferite fiind disponibile mai multe limbi (chiar și engleză) pentru cei care au acces la televiziunea digitală. Disney Channel este adresat copiilor cu vârste cuprinse între 6 și 14 ani, și pentru adolescenții cu vârste cuprinse între 15 și 18 ani.
Reclamele sunt în limba română și bulgară fiecare țară auzind doar sunetul reclamelor care îi aparțin, celelalte reclame dacă sunt în format digital vor avea doar sunetele și melodia de fundal fără a se auzi vocea, iar dacă reclama nu este în format digital și nu poate reda sunet deloc va intra o melodie folosită în trecut de Fox Kids și Jetix sau o melodie mai recentă apărută în timpul postului Jetix. În trecut canalul a partajat postul cu Disney Channel Ucraina, care avea coloană sonoră în limba ucraineană, dar din motive necunoscute, acesta și-a încetat emisia. Serialele și filmele Disney sunt traduse în România de către studiourile Fast Production Film (septembrie 2009-iulie 2010) și Ager Film (septembrie 2009-prezent).

## Premierele scurt-metrajelor Pixar
| Titlu                          | Titlu Original            | Premieră Originală | Premieră România |
| - ARS-E                        | BURN-E                    | (2008)             | 03/04 2010       |
| - Atacul lui Jack-Jack         | Jack-Jack Atack           | (2005)             | 03/04 2010       |
| - Boundin'                     | Boundin'                  | (2003)             | 03/04 2010       |
| - Tokyo Bucșă                  | Tokyo Mater               | (2008)             | 24/12 2009       |
| - Bucșă și Fantoma luminoasă   | Mater and the Ghostlight  | (2006)             | 03/04 2010       |
| - Bucșă Metal Greu             | Heavy Metal Mater         | (2010)             | 04/04 2010       |
| - Bucșă și Echipa de salvare   | Rescue Squad Mater        | (2008)             | 07/04 2010       |
| - Bucșă Magnificul             | Mater the Greater         | (2008)             | 10/04 2010       |
| - Bucșă Matador                | El Materdor               | (2008)             | 02/05 2010       |
| - Bucșă zburător neidentificat | Unidentified Flying Mater | (2009)             | 03/04 2010       |
| - Pentru păsări                | For the Birds             | (2000)             | 03/04 2010       |

## Premierele filmelor la Disney Channel
| Filme Disney Channel care nu au fost difuzate încă | | | |
| - A ring of endless light A ring of endless light (2002) - Brink! Brink! (1998) - Buffalo Dreams Buffalo Dreams (2005) - Don't look under the bed Don't look under the bed (1999) - Double teamed Double teamed (2002) - Eddie's Million Dollar Cook-Off Eddie's Million Dollar Cook-Off (2003) - Full-Court Miracle Full-Court Miracle (2003) - Get a Clue Get a Clue (2002) - Going to the Mat Going to the Mat (2004) | - Halloweentown High Halloweentown High (2004) - High School Musical 3 High school musical 3: Senior year (2008) - Horse Sense Horse Sense (1999) - Hounded Hounded (2001) - Jett Jackson: The Movie Jett Jackson: The Movie (2001) - Jumping Ship Jumping Ship (2001) - Life Is Ruff Life Is Ruff (2005) - Now You See It... Now You See It... (2005) | - Phantom of the Megaplex Phantom of the Megaplex (2000) - Quints Quints (2000) - Return to Halloweentown Return to Halloweentown (2006) - Right on Track Right on Track (2003) - Rip Girls Rip Girls (2000) - Smart House Smart House (1999) - Stepsister from Planet Weird Stepsister from Planet Weird (2000) - Stuck in the Suburbs Stuck in the Suburbs (2004) - The Color of Friendship The Color of Friendship (2000)                                                                                         | - The Even Stevens Movie The Even Stevens Movie (2003) - The Other Me The Other Me (2000) - The Poof Point The Poof Point (2001) - The Proud Family Movie The Proud Family Movie (2005) - The Suite Life Movie The Suite Life Movie (2011) - Tiger Cruise Tiger Cruise (2004) - Tru Confessions Tru Confessions (2002) - Up, Up and Away Up, Up and Away (2000) - You Wish! You Wish! (2003) - Zenon: Z3 Zenon: Z3 (2004) |
| | Februarie 2016 | Octombrie 2012 | Septembrie 2012 |
| | - Sora invizibilă Invisible Sister (2015) - Sora invizibilă | - Fată vs. Monstru Girl vs. Monster (2012) | - Hai să strălucim! Let It Shine (2012) |
| Mai 2012 | Aprilie 2012 | Martie 2012 | Februarie 2012 |
| - Rebela de la Radio Radio Rebel (2012) | - Prieteni sau Adversari Frenemies (2012) | - Nu au avut loc premiere | - Tocilarul fermecător Geek Charming (2012) |
| Decembrie 2011 | Noiembrie 2011 | Octombrie 2011 | Septembrie 2011 |
| - Nu au avut loc premiere | - Phineas și Feb: În a doua dimensiune Phineas and Ferb the Movie: Across the 2nd Dimension (2011) | | - Marea Aventură a lui Sharpay Sharpay's Fabulous Adventure (2011) |
| August 2011 | Iulie 2011 | Iunie 2011 | Mai 2011 |
| - Mulan Mulan (1998) | - Echipa de căței Snow Buddies (2008) | - Nu au avut loc premiere | - Lemonade Mouth Lemonade Mouth (2011) |
| Aprilie 2011 | Martie 2011 | Februarie 2011 | Ianuarie 2011 |
| - Nu au avut loc premiere | - The Suite Life Movie The Suite Life Movie (2011) - Frumoasa și Bestia Beauty and the Beast (1991) | - Liceul Avalon Avalon High (2010) | - Nu au avut loc premiere |
| Decembrie 2010 | Noiembrie 2010 | Octombrie 2010 | Septembrie 2010 |
| - Harriet Spioana: Războiul Blogurilor Harriet The Spy: Blog Wars (2010) - 16 Dorințe 16 Wishes (2010) 31/12 - Compania Monștrilor Monsters, Inc. (2001) 24/12 | - Clopoțica și aventurile ei în lumea oamenilor Tinker Bell and the Great Fairy Rescue (2010) 21/11 - Fratele Lider Den Brother (2010) 27/11 | - Mașini Cars (2006) 16/10 - Magicienii pe punte cu Hannah Montana (cross-over) Wizards On Deck With Hannah Montana (2009) 10/10 | - Camp Rock 2: Competiția Finală Camp Rock 2: The Final Jam (2010) |
| August 2010 | Iulie 2010 | Iunie 2010 | Mai 2010 |
| - Viva High School Musical Argentina High School Musical: El Desafio (2008) - Kim Possible: So the Drama Kim Possible: So the Drama (2005) | - Frații zburători Skyrunners (2009) - Johnny Tsunami Johnny Tsunami (1999) - Johnny Kapahala: Din nou în acțiune Johnny Kapahala: Back on Board (2007) - Povestea jucăriilor 2 Toy Story 2 (1999) | - Felinele 3: O lume nouă The Cheetah Girls 3: One World (2008) - Întâlnire cu un star Starstruck (2010) | - Nu au avut loc premiere |
| Aprilie 2010 | Martie 2010 | Februarie 2010 | Ianuarie 2010 |
| - Proiectul Mercury Rocket's Red Glare (2000) - Renașterea lui Pete Hatching Pete (2009) | - Albă ca Zăpada și cei șapte pitici Snow White and the Seven Dwarfs (1937) - Compilații de episoade ale serialului H2O - Adaugă apă (sez. 1 și 2) - Norocul Irlandezului The Luck of the Irish (2001) - Wendy Wu: Războinica Miss Boboc Wendy Wu: Homecoming Warrior (2006)                                                                           | - Viva High School Musical Mexico (High School Musical: El Desafio Mexico) (2008) | - Dădaca Au pair (1999) - Dădaca 2 Au pair II (2001) - Casper o întâlnește pe Wendy Casper meets Wendy (1998) - Felinele The Cheetah Girls (2003) - Felinele 2: Aventuri în Spania The Cheetah Girls 2 (2006) - Răpirea Tatălui Dadnapped (2009) - Un Pas În Față Gotta Kick It Up! (2002) |
| Decembrie 2009 | Noiembrie 2009 | Octombrie 2009 | Septembrie 2009 |
| - Așa tată, așa Moș Crăciun Like Father, Like Santa (1998) - Atlantida: Imperiul pierdut Atlantis: The Lost Empire (2001) - Cadouri de Crăciun The Christmas List (1997) - Camp Rock Camp Rock (2008) - Clopoțica și comoara pierdută Tinker Bell and the Lost Treasure (2009) - Fratele Urs Brother Bear (2003) - Hai, sări! Jump In! (2007) - Minutemen Minutemen (2008) - Micile Genii: Salvarea Păsării de Foc Little Einsteins: Rocket's Firebird Rescue (2007) - O dorință de Crăciun a lui Richie Rich Richie Rich's Christmas Wish (1998) | - Aventuri la motocross Motorcrossed (2001) - Citește și plângi Read It and Weep (2006) - Clopoțica Tinker Bell (2008) - În căutarea gloriei Go Figure (2005) - Zenon, Aventuri în secolul 21 Zenon: Girl of the 21st Century (1999) - Zenon și extratereștri Zenon: The Zequel (2001)                                                                 | - Al Treisprezecelea an The thirteenth year (1999) - Cadet Kelly Cadet Kelly (2002) - Geniul Genius (1999) - Magicienii din Waverly Place: Filmul Wizards of Waverly Place: The Movie (2009) - Mama are întâlnire cu un vampir (2000) - Orașul Halloween Halloweentown (1999) - Orașul Halloween 2: Răzbunarea lui Kalabar Halloweentown II: Kalabar's Revenge (2001) - Perfecțiune virtuală Pixel Perfect (2004) - Pinocchio Pinocchio (1940) - Vrăjigemenele Twitches (2005) - Vrăjigemenele 2 Twitches Too (2007) | - Frumoasele de la lăptărie Cow Belles (2006) - High School Musical High School Musical (2006) - High School Musical 2 High School Musical 2 (2007) - În căutarea lui Nemo Finding Nemo (2003) - Programul de protecție al prințeselor Princess Protection Programe (2009) |

## Audiență
În tabelele de mai jos, audiențele sunt considerate înalte (fiind scrise cu roșu), la media audienței pe zi dacă aceasta depășește 0.5% respectiv 59 de mii și la media audienței în Prime Time dacă aceasta depășește 0.8% respectiv 90 de mii (mai exact cu 0.1% respectiv 10 mii mai puțin decât audiențele record).

### Anul 2009
Audiența până în Septembrie 2009 aparține vechiului post Jetix. Din Septembrie 2009 audiența aparține exclusiv postului Disney Channel.
 
Audiența totală din 2009 este calculată folosind media aritmetică.
 
| Sep 2009 - Dec 2009 | Media audienței pe zi | Media audienței pe zi | Media audienței în Prime Time (19.00–23.00) | Media audienței în Prime Time (19.00–23.00) |
| Sep 2009 - Dec 2009 | Procentual            | Mii de telespectatori | Procentual                                  | Mii de telespectatori                       |
| Septembrie 2009     | 0,5%                  | 54                    | 0,7%                                        | 85                                          |
| Octombrie 2009      | 0,5%                  | 59                    | 0,9% (record)                               | 100 (record)                                |
| Noiembrie 2009      | 0,5%                  | 58                    | 0,7%                                        | 85                                          |
| Decembrie 2009      | 0,6% (record)         | 64 (record)           | 0,7%                                        | 86                                          |
|                     |                       |                       |                                             |                                             |
| TOTAL 2009          | 0,52%                 | 59                    | 0,75%                                       | 89                                          |

### Anul 2010
Audiența totală din anul 2010 este calculată folosind media aritmetică.
 
| Ian 2010 - Dec 2010 | Media audienței pe zi | Media audienței pe zi | Media audienței în Prime Time (19.00–23.00) | Media audienței în Prime Time (19.00–23.00) |
| Ian 2010 - Dec 2010 | Procentual            | Mii de telespectatori | Procentual                                  | Mii de telespectatori                       |
| Ianuarie 2010       | 0.6%                  | 65                    | 0.8%                                        | 96                                          |
| Februarie 2010      | 0,5%                  | 62                    | 0.8%                                        | 95                                          |
| Martie 2010         | 0,5%                  | 57                    | 0.8%                                        | 90                                          |
| Aprilie 2010        | 0.6%                  | 64                    | 0.8%                                        | 95                                          |
| Mai 2010            | 0.6%                  | 64                    | 0.8%                                        | 94                                          |
| Iunie 2010          | 0.6%                  | 66                    | 0.7%                                        | 83                                          |
| Iulie 2010          | 0.6%                  | 63                    | 0.6%                                        | 68                                          |
| August 2010         | 0.6%                  | 69                    | 0.7%                                        | 78                                          |
| Septembrie 2010     | 0,5%                  | 63                    | 0.8%                                        | 86                                          |
| Octombrie 2010      | 0.6%                  | 65                    | 0.9%                                        | 103                                         |
| Noiembrie 2010      | 0.6%                  | 68                    | 0.9% (record)                               | 106 (record)                                |
| Decembrie 2010      | 0.6% (record)         | 70 (record)           | 0.9%                                        | 104                                         |
|                     |                       |                       |                                             |                                             |
| TOTAL 2010          | 0.57%                 | 64                    | 0.79%                                       | 91                                          |

### Anul 2011
Audiența totală din 2011 este calculată folosind media aritmetică.
 
| Ian 2011 - Dec 2011 | Media audienței pe zi | Media audienței pe zi | Media audienței în Prime Time (19.00–23.00) | Media audienței în Prime Time (19.00–23.00) |
| Ian 2011 - Dec 2011 | Procentual            | Mii de telespectatori | Procentual                                  | Mii de telespectatori                       |
| Ianuarie 2011       | 0.7%                  | 76                    | 1.1%                                        | 121                                         |
| Februarie 2011      | 0.7%                  | 78                    | 1.0%                                        | 110                                         |
| Martie 2011         | 0.5%                  | 61                    | 0.8%                                        | 91                                          |
| Aprilie 2011        | 0.5%                  | 57                    | 1.0%                                        | 114                                         |
| Mai 2011            | 0.5%                  | 56                    | 0.8%                                        | 89                                          |
| Iunie 2011          | 0.5%                  | 58                    | 0.7%                                        | 85                                          |
| Iulie 2011          | 0.5%                  | 56                    | 0.6%                                        | 69                                          |
| August 2011         | 0.4%                  | 51                    | 0.5%                                        | 62                                          |
| Septembrie 2011     | 0.4%                  | 52                    | 0.6%                                        | 75                                          |
| Octombrie 2011      | 0.4%                  | 48                    | 0.8%                                        | 95                                          |
| Noiembrie 2011      | 0.4%                  | 48                    | 0.6%                                        | 72                                          |
| Decembrie 2011      | 0.5%                  | 57                    | 0.7%                                        | 85                                          |

Filme
- „Descendenții” 1. (2015), 2. (2017), 3. (2019);
- „Zombies” 1. (2018), 2. (2020);
- „Magie cu susul în jos” (2020).